# The Icon RSU FC
Der The Icon RSU Football Club (thailändisch สโมสรฟุตบอลดิไอคอน อาร์เอสยู) ist ein thailändischer Fußballverein aus Pathum Thani. Der Verein spielt in der dritten Liga, der Thai League 3. Hier tritt er in der Bangkok Metropolitan Region an.

## Geschichte
Der Verein wurde 2022 vom Geschäftsführer der Icon Group Klod Setthanan und der Universität Rangsit gegründet. 2023 startete die Mannschaft in der neugegründeten Thailand Semi-Pro League. Hier trat man in der Bangkok Perimeter Region an. Am Ende wurde man Meister der Region und stieg in die dritte Liga auf. Hier spielt man in der Bangkok Metropolitan Region.

## Erfolge
- Semi-Pro League – Bangkok Perimeter: 2023  ▲

## Stadion
Der Verein trägt seine Heimspiele im Rangsit University Stadium in Pathum Thani aus. Das Stadion hat ein Fassungsvermögen von 3000 Personen.

## Aktueller Kader
Stand: 4. Oktober 2023
| Nr. |          | Position | Name                     |
| --- | -------- | -------- | ------------------------ |
| 1   | Thailand | TW       | Polnaruet Sudta          |
| 2   | Thailand | AB       | Wachirawit Kingkaew      |
| 3   | Thailand | AB       | Patchara Seangkral       |
| 4   | Thailand | AB       | Suppamit Khunchitngam    |
| 5   | Thailand | AB       | Wissanu Sutthi           |
| 6   | Thailand | MF       | Chetta Waree             |
| 7   | Thailand | AB       | Apiwat Chuprai           |
| 8   | Thailand | ST       | Klod Sethanand           |
| 9   | Thailand | ST       | Jirasak Rompho           |
| 10  | Thailand | MF       | Phiphat Saengwong        |
| 11  | Thailand | MF       | Kamin Muktharakosa       |
| 13  | Thailand | ST       | Teerapong Malai          |
| 14  | Thailand | AB       | Amaradet Kittiphonpracha |
| 15  | Thailand | MF       | Sakdichod Preechadet     |
| 16  | Thailand | MF       | Boekroek Detkla          |
| 17  | Ghana    | MF       | Joseph Amenyo            |
| 18  | Thailand | MF       | Siratee Pusawasjaroen    |

| Nr. |          | Position | Name                       |
| --- | -------- | -------- | -------------------------- |
| 19  | Thailand | ST       | Chanachoke Suksawatdipipat |
| 21  | Thailand | AB       | Taninrat Tanavitpongsakorn |
| 22  | Thailand | TW       | Natchapat Kongvijit        |
| 23  | Thailand | TW       | Ittikorn Kularb            |
| 26  | Thailand | AB       | Nontapat Sangchant         |
| 28  | Thailand | AB       | Tinnaphop Phakhum          |
| 37  | Thailand | MF       | Gan Kleabphueng            |
| 40  | Iran     | AB       | Peyman Taleshi             |
| 44  | Thailand | MF       | Thanayut Yoosuk            |
| 45  | Thailand | MF       | Ahmadfatin Posae           |
| 47  | Thailand | TW       | Witsarut Wopaeng           |
| 66  | Thailand | MF       | Phuchit Chaimongkol        |
| 71  | Thailand | MF       | Pongdanal Chareonyal       |
| 77  | Iran     | ST       | Ali Ahmadt Joupari         |
| 97  | Thailand | AB       | Poonsak Jakpa              |
| 99  | Thailand | ST       | Supakhom Khongdee          |

## Saisonplatzierung
| Saison  | Liga                                         | Liga  | Liga   | Liga | Liga | Liga | Liga  | Liga   | Liga     | Pokal               | Pokal                  | Pokal                  |
| Saison  | Liga                                         | Level | Spiele | S    | U    | N    | Tore  | Punkte | Position | FA Cup              | League Cup             | T3 Cup                 |
| ------- | -------------------------------------------- | ----- | ------ | ---- | ---- | ---- | ----- | ------ | -------- | ------------------- | ---------------------- | ---------------------- |
| 2023    | Thailand Semi-Pro League – Bangkok Perimeter | 4     | 6      | 5    | 0    | 1    | 12:4  | 15     | 1. ▲     | –                   | –                      |                        |
| 2023/24 | Thai League 3 – Bangkok Metropolitan         | 3     | 26     | 4    | 4    | 18   | 19:72 | 16     | 14. ▼    | Qualifikationsrunde | 2. Qualifikationsrunde | 2. Qualifikationsrunde |